# Wolfgang Roick

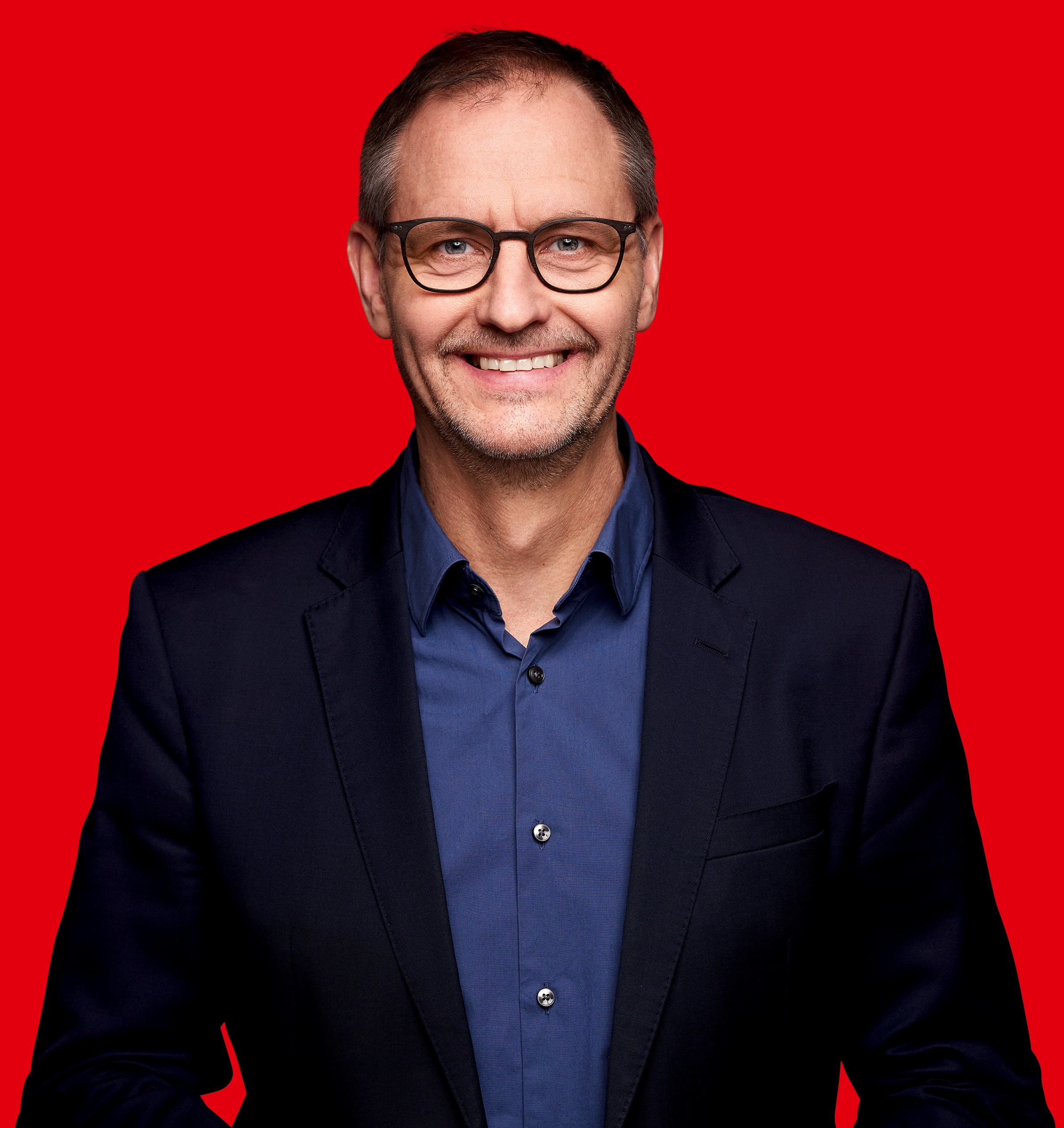
Wolfgang Roick (2017)

Wolfgang Roick (* 10. Oktober 1968 in Lauchhammer, Kreis Senftenberg, DDR) ist ein deutscher Politiker (SPD) und seit 2014 Abgeordneter im Landtag Brandenburg. Er gehört seit Oktober 2014 dem Landtag an; 2014 und 2019 gewann er den Wahlkreis Oberspreewald-Lausitz II/Spree-Neiße IV direkt, 2024 zog er über die Landesliste erneut ein.

## Leben und beruflicher Werdegang
Roick wurde 1968 in Lauchhammer geboren. Nach dem Abitur studierte er von 1990 bis 1995 Forstwissenschaft an der Technischen Universität Dresden und schloss als Diplom-Ingenieur für Forstwirtschaft ab. Von 1996 bis 1998 absolvierte er den Vorbereitungsdienst als Forstreferendar beim Land Brandenburg. Anschließend war er von 1998 bis 2002 Angestellter der Landesforstverwaltung sowie von 2002 bis 2014 Beamter derselben Verwaltung. Neben dem Abgeordnetenmandat ist Roick Inhaber eines land- und forstwirtschaftlichen Betriebes in Großräschen für Forst- und Waldberatung.

## Politische Tätigkeit

### Kommunalpolitik
Roick ist seit 1993 Mitglied der SPD und seit demselben Jahr Stadtverordneter in Großräschen. Dem Kreistag Oberspreewald-Lausitz gehörte er von 1998 bis 2003 und erneut seit 2008 an. Seit 2020 ist er Vorsitzender des SPD-Unterbezirks Oberspreewald-Lausitz.

### Landtag Brandenburg
Bei der Landtagswahl in Brandenburg 2014 gewann Roick den Wahlkreis 39 mit 41,7 % der Erststimmen und zog erstmals in den Landtag ein.
2019 verteidigte er das Direktmandat mit 30,3 %.
Bei der Landtagswahl in Brandenburg 2024 unterlag er im Wahlkreis dem AfD-Kandidaten Fabian Jank (38,7 %); Roick erreichte 35,3 % der Erststimmen, zog jedoch über die Landesliste (Listenplatz 9) erneut in den Landtag ein.

### Ausschüsse und Funktionen
Roick war in der 6. Wahlperiode (2014–2019) Vorsitzender der Enquete-Kommission 6/1 „Zukunft der ländlichen Regionen vor dem Hintergrund des demografischen Wandels“.
In der 7. Wahlperiode (2019–2024) war er Vorsitzender des Ausschusses für Landwirtschaft, Umwelt und Klimaschutz (A9).
In der laufenden 8. Wahlperiode (seit 2024) ist Roick Vorsitzender des Sonderausschusses „Strukturentwicklung in der Lausitz“ und Mitglied im Ausschuss für Land- und Ernährungswirtschaft, Umwelt und Verbraucherschutz sowie im Ausschuss für Haushaltskontrolle. Außerdem gehört er als stellvertretender Vorsitzender dem Vorstand der SPD-Fraktion an.

## Wahlkreisergebnisse
| Jahr | Wahlkreis             | Erststimmen Roick (SPD) | Gewählter Direktkandidat  | Mandat Roick                     |
| ---- | --------------------- | ----------------------- | ------------------------- | -------------------------------- |
| 2014 | OSL II/SPN IV (WK 39) | 41,7 %                  | Wolfgang Roick (SPD)      | Direktmandat                     |
| 2019 | OSL II/SPN IV (WK 39) | 30,3 %                  | Wolfgang Roick (SPD)      | Direktmandat                     |
| 2024 | OSL II/SPN IV (WK 39) | 35,3 %                  | Fabian Jank (AfD, 38,7 %) | Landesliste (SPD, Listenplatz 9) |